# De sju urens mysterium (film)
De sju urens mysterium (engelska: Seven Dials Mystery) är en brittisk mysteriefilm från 1981 i regi av Tony Wharmby. Filmen är baserad på Agatha Christies deckare med med samma namn från 1929. I huvudrollerna ses John Gielgud, Harry Andrews och Cheryl Campbell. Filmen visades på svensk TV den 21 november 1996.

## Historia
Efter succén med filmen Varför bad de inte Evans? valde regissören Tony Wharmby att göra en filmatisering av Christies roman De sju urens mysterium. Filmen var den första betydande bearbetningen av en Christie-deckare sedan 1956 då NBC sände en version av Ett mord annonseras. De sju urens mysterium producerades av London Weekend Television och familjen Christie tillät filmteamet att spela in scener på Greenway House där Agatha Christie hade bott större delen av sitt författarliv.
Tre av skådespelarna i filmen hade även varit med i Varför bad de inte Evans?: John Gielgud, James Warwick och Robert Longden.

## Handling

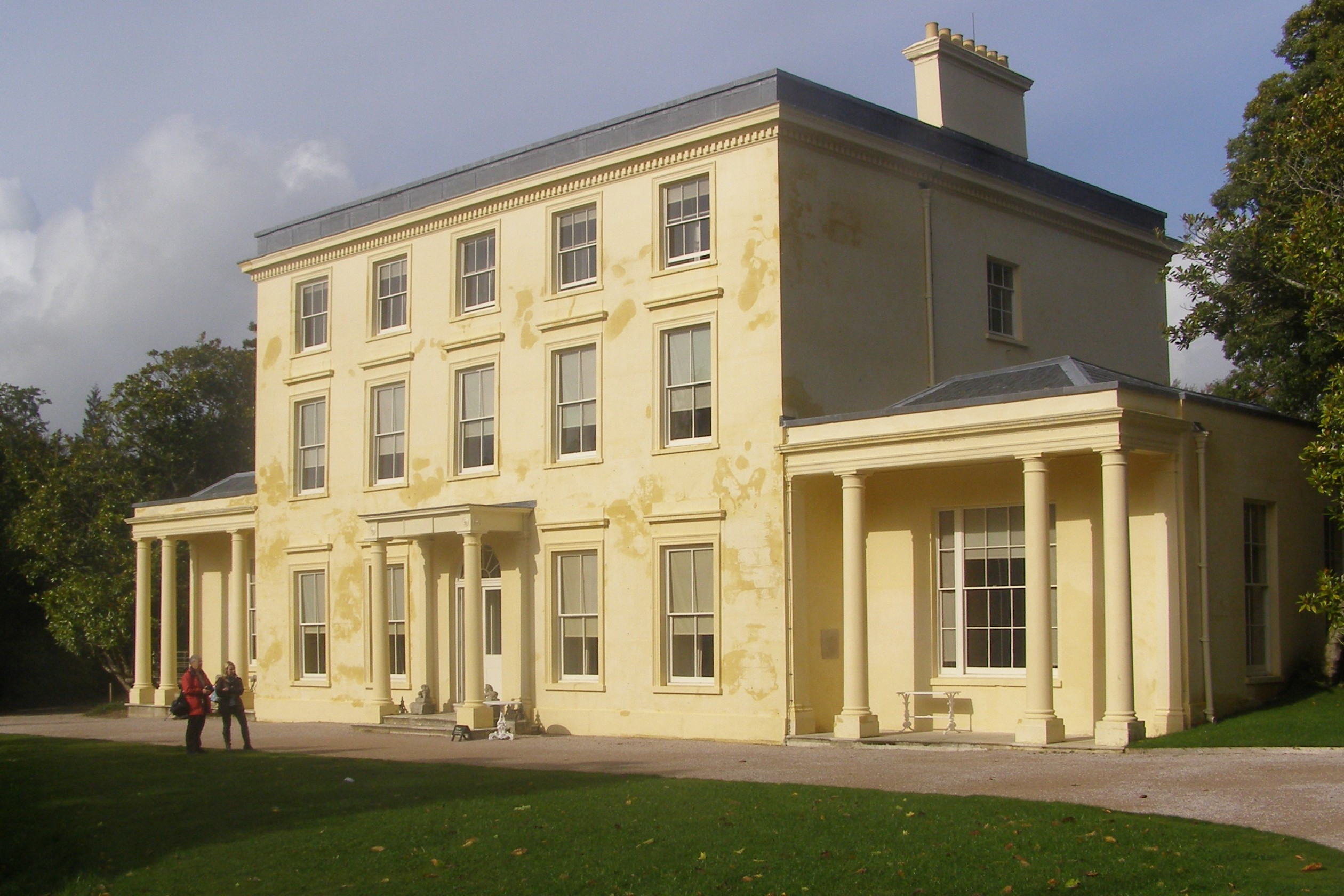
Agatha Christies hem Greenway House där några av scenerna i filmen spelades in.

Sir Oswald och Lady Coote anordnar en fest i det ståtliga hemmet Chimneys, som de har hyrt för säsongen. På gästlistan finns Gerry Wade, Jimmy Thesiger, Ronny Devereux, Bill Eversleigh och Rupert "Pongo" Bateman. Eftersom Wade har en dålig vana att försova sig, spelar de andra honom ett spratt genom att placera åtta väckarklockor i hans rum och ta tid på dem så att de ringer med jämna mellanrum. Nästa morgon hittar en betjänt Wade död i sin säng, med en flaska kloral på nattduksbordet. Thesiger lägger märke till att en av de åtta väckarklockorna saknas. Den hittas senare i en häck.
Lord Caterham och hans dotter Lady Eileen "Bundle" Brent flyttar tillbaka till Chimneys. När Bundle kör till London för att träffa Eversleigh hoppar Ronny Devereux ut framför hennes bil. Innan han dör muttrar Devereux "Sju ur..." och "Berätta... Jimmy Thesiger." Bundle tar kroppen till en läkare, som berättar för henne att hennes bil inte körde på Devereux; Han blev skjuten. De sju uren visar sig vara en sjaskig nattklubb och spelhåla. Bundle känner igen dörrvakten som Alfred, en betjänt från Chimneys. Alfred berättar för henne att han lämnade Chimneys för mycket högre lön som erbjöds av Mosgorovsky, klubbens ägare. Alfred tar med sig Bundle in i ett hemligt rum, där hon gömmer sig i ett skåp och blir vittne till ett möte med sju personer som bär huvor med urtavlor. De pratar om den alltid försvunna "Nummer Sju" och om en kommande fest på Wyvern Abbey, där en vetenskapsman vid namn Eberhard kommer att erbjuda en hemlig formel till försäljning till den brittiske flygministern.
På festen blir formeln stulen och Jimmy Thesiger blir skjuten i sin högra arm. Thesiger berättar hur han slogs mot en man som klättrade ner för murgrönan. Nästa morgon hittar Battle en förkolnad vänsterhandske med tandmärken i den öppna spisen. Hon har en teori om att tjuven kastade pistolen på gräsmattan från terrassen och sedan klättrade tillbaka in i huset via murgrönan. Bundles far rapporterar att Bauer, drängen som ersatte Alfred, är försvunnen. Ronny Devereux testamentsexekutorer har skickat ett brev till Eversleigh skrivet av Devereux. Thesiger ringer upp Bundle och Gerry Wades syster Loraine och säger åt dem att möta honom och Eversleigh på klubben De sju uren. Bundle visar Thesiger rummet där De sju uren möts. Loraine hittar Eversleigh medvetslös i bilen och de tar med honom in på klubben.
Någon slår Bundle medvetslös och hon kommer till sans i Eversleighs armar. Mr Mosgorovsky tar med dem till mötet med De sju uren, där nummer sju avslöjas som kommissarie Battle. Han avslöjar att de är en grupp människor som arbetar med underrättelsetjänst för regeringen. Battle berättar för Bundle att föreningen har lyckats med sitt huvudmål, en internationell brottsling vars handelsvara är stöld av hemliga formler: Jimmy Thesiger arresterades samma eftermiddag tillsammans med sin medbrottsling, Loraine Wade. Battle förklarar att Thesiger dödade Wade och Devereux när de kom in på hans spår. Devereux tog den åttonde klockan från Wades rum för att se om någon reagerade på att det fanns "sju urtavlor". I Wyvern Abbey stal Thesiger formeln, gav den till Loraine, sköt sig sedan i sin högra arm och gjorde sig av med sin vänstra handske med hjälp av tänderna. Eversleigh låtsades vara medvetslös i bilen utanför klubben De sju uren. Thesiger gick aldrig till en läkare, utan gömde sig på klubben och slog Bundle medvetslös. Bundle tar Wades plats i De sju uren och gifter sig med Bill Eversleigh.

## Rollista i urval
- John Gielgud - markisen av Caterham
- Harry Andrews - kommissarie Battle
- Cheryl Campbell - Lady Eileen 'Bundle' Brent
- James Warwick - Jimmy Thesiger
- Terence Alexander - George Lomax
- Christopher Scoular - Bill Eversleigh
- Lucy Gutteridge - Lorraine Wade
- Leslie Sands - Sir Oswald Coote
- Joyce Redman - Lady Coote
- Brian Wilde - Tredwell
- Rula Lenska - grevinnan Radzsky
- Noel Johnson - Sir Stanley Digby
- Robert Longden - Gerry Wade
- John Vine - Ronny Devereux
- James Griffiths - Rupert 'Pongo' Bateman
- Hetty Baynes - Vera
- Sarah Crowden - Helen
- Lynne Ross - Nancy
- Thom Delaney - Terence O'Rourke
- Norwich Duff - Howard Phelps
- Sandor Elès - greve Andras
- Douglas W. Iles - John Bauer
- Charles Morgan - doktor Cartwright
- John Price - Alfred
- Roger Sloman - Stevens
- Jacob Witkin - Mr. Mosgorovsky